# Cathedral
Cathedral fue una banda británica de stoner/doom metal fundada en 1989 por el vocalista Lee Dorrian tras abandonar Napalm Death. También formaron la banda los guitarristas Gary Jennings y Adam Lehan y el bajista Mark Griffiths. 

## Historia
La banda fue fundada en 1990 por Lee Dorrian (de la banda de grindcore Napalm Death), Mark Griff Griffiths (de la banda Carcass) y Garry Gaz Jennings de Acid Reign. Comenzaron tocando un metal pesado y lento con la influencia de las bandas clásicas del doom metal como Trouble, Pentagram, Saint Vitus, Candlemass y Dream Death y posteriormente incorporaron elementos del stoner rock y rock progresivo. 
En 1989 Lee Dorrian abandonó sus banda Napalm Death principalmente porque estaba cansándose de la escena punk y no le gustaba la orientación que la banda estaba tomando hacia la escena death metal. Estaban tomando Pilsen en un show de Carcass cuando se les ocurrió hacer una banda que fuera la más lenta del mundo. En esos tiempos el death metal dominaba la escena metalera de América y Europa y el black metal se encontraba en la crisis que había traído consigo la ideología del Inner Circle. Todos ellos compartían el gusto por las bandas clásicas del doom metal: Dream Death, Witchfinder General, Trouble y Pentagram. Griff tenía un fanzine doom y le había comprado a Garry, un año antes, un ejemplar en un concierto de Candlemass al notarlo muy interesado. Una vez acordada la idea con Lee, Griff contactó a Garry para que fuera la guitarra de la banda. Era 1990.
El primer ensayo tuvo lugar en Rich Bitch Studios en marzo de 1990, contando con la presencia de Dorrian en la voz, Griff guitarra rítmica, Gaz guitarra líder y Andy Baker en batería (quien tocó antes en Sacrilege, Varukers y Cerebral Fix). Este ensayo consistió en una jam de temas de Saint Vitus e improvisaciones de ideas que tenían los guitarras tratando de incorporar el estilo grindcore que los había formado con la idea de crear una banda de doom metal. Después de un par de ensayos el baterista fue reemplazado por Ben Mochrie. Después de mucho buscar y no encontrar bajista, Griff decide cambiar de 6 a 4 cuerdas. También incorporan al guitarrista Adam Lehan para grabar el primer demo buscando incorporar el estilo de Trouble a dos guitarras. Nace así In Memorium donde se percibe la genialidad de un nuevo sonido, producida por el propio Lee Dorrian bajo un sello creado por el llamado Rise Above Records. Su primera gira la realizan con las bandas de grindcore, death metal: S.O.B, Morbid Angel y Saint Vitus, así con los pioneros del Industrial Metal, The Young Gods y la banda gótica Cranes. Al año siguiente graban su primer LP llamado Forest of Equilibrium, obra maestra del más puro doom metal, con Mike Smail ex Dream Death y en ese momento baterista de Penance con el apoyo de la disquera Earache Records para lanzarlo. El impacto fue sorprendente tanto en Europa como en Estados Unidos permitiendo que la segunda ola de doom metal, liderada por bandas británicas como My Dying Bride, Anathema y Paradise Lost lograran reclamar un lugar en la escena del metal pesado saturada por el grincore y Death metal. Este primer LP fue considerado por mucho tiempo como el disco más lento en toda la historia de la música. 
En 1992, Cathedral recluta a otro miembro de Acid Reign, el baterista Mark Wharton y graban su segundo LP completo, Soul Sacrifice, donde la influencia del stoner rock es mucho más marcada dando un nuevo giro a la historia de esta banda inspiradora del doom metal contemporáneo y se lanzan a la famosa gira de grindcore, "Gods Of Grind Tour", con estrellas mundiales de metal como Entombed, Carcass y Confessor. El mismo año Columbia Records lanza Soul Sacrifice en Estados Unidos de América y la banda se embarca en su primera gira trasatlántica con las bandas Napalm Death, Carcass y Brutal Truth, en una gira conocida como "The Campaign For Musical Destruction".
En febrero de 2011 la banda anuncia su retiro.
En noviembre de 2011 se edita el primer y único disco en vivo de la banda titulado Anniversary, que contiene una primera parte bajo el nombre de Return to the Forest en la que la banda interpreta el disco Forest of Equilibrium por completo y con su formación original. La segunda parte contiene canciones que recorren toda la discografía de la banda.

## Miembros

### Miembros actuales
- Lee Dorrian - Voz
- Gary Jennings - Guitarra, bajo, teclado, voces y batería
- Brian Dixon - Batería
- Scott Carlson - Bajo

### Miembros pasados
- Mark Griffiths - Bajo
- Adam Lehan - Guitarra
- Ben Mochrie - Batería
- Mike Smail - Batería
- Mark Wharton - Batería y Flauta
- Leo Smee - Bajo
- Victor Griffin - Guitarra
- Joe Hasselvander - Batería
- Barry Stern - Batería
- Dave Hornyak - Batería

## Discografía

### Álbumes de estudio
| Título                                                                                                   | Detalles del álbum                                                                                      | Posición más alta | Posición más alta | Posición más alta | Posición más alta | Posición más alta | Posición más alta | Ventas        |
| Título                                                                                                   | Detalles del álbum                                                                                      | JPN               | UK                | FIN               | SWE               | GRC               | US Heat           | Ventas        |
| --- | --- | ----------------- | ----------------- | ----------------- | ----------------- | ----------------- | ----------------- | ------------- |
| Forest of Equilibrium                                                                                    | - Lanzamiento: 6 de diciembre de 1991 - Sello: Earache, Relativity - Formatos: CD, CS, DualDisc, LP, DL | —                 | —                 | —                 | —                 | 40                | —                 |               |
| The Ethereal Mirror                                                                                      | - Lanzamiento: 1 de febrero de 1993 - Sello: Earache, Columbia - Formatos: CD, CS, DualDisc, LP, DL     | —                 | —                 | —                 | —                 | 40                | —                 | - US: 22,629+ |
| The Carnival Bizarre                                                                                     | - Lanzamiento: 26 de septiembre de 1995 - Sello: Earache - Formatos: CD, CD+DVD, CS, LP, DL             | 73                | 130               | —                 | —                 | —                 | —                 |               |
| Supernatural Birth Machine                                                                               | - Lanzamiento: 12 de noviembre de 1996 - Sello: Earache - Formatos: CD, CS, LP, DL                      | 56                | —                 | —                 | —                 | —                 | —                 |               |
| Caravan Beyond Redemption                                                                                | - Lanzamiento: 6 de diciembre de 1998 - Sello: Earache - Formatos: CD, LP, DL                           | 64                | —                 | —                 | —                 | —                 | —                 | - US: 1,946+  |
| Endtyme                                                                                                  | - Lanzamiento: 26 de febrero de 2001 - Sello: Earache - Formatos: CD, LP, DL                            | 57                | —                 | —                 | —                 | —                 | —                 |               |
| The VIIth Coming                                                                                         | - Lanzamiento: 5 de noviembre de 2002 - Sello: Spitfire - Formatos: CD, LP, DL                          | —                 | —                 | —                 | —                 | —                 | —                 |               |
| The Garden of Unearthly Delights                                                                         | - Lanzamiento: 26 de septiembre de 2005 - Sello: Nuclear Blast - Formatos: CD, LP, DL                   | 154               | —                 | —                 | —                 | —                 | —                 | - US: 400+    |
| The Guessing Game                                                                                        | - Lanzamiento: 26 de marzo de 2010 - Sello: Nuclear Blast - Formatos: CD, LP, DL                        | 103               | —                 | —                 | —                 | 22                | —                 | - US: 700+    |
| The Last Spire                                                                                           | - Lanzamiento: 29 de abril de 2013 - Sello: Rise Above, Metal Blade - Formatos: CD, LP, DL              | 121               | —                 | 44                | 43                | —                 | 24                | - US: 920+    |
| "—" denota grabaciones que no quedaron en la tabla de posiciones o no fueron lanzadas en ese territorio. | |                   |                   |                   |                   |                   |                   |               |

### EP
| Título                            | Detalles del álbum                                                                |
| --------------------------------- | --------------------------------------------------------------------------------- |
| Soul Sacrifice                    | - Lanzamiento: 20 de octubre de 1992 - Sello: Earache - Formatos: CD, CS, LP, DL  |
| Twylight Songs                    | - Lanzamiento: 1993 - Sello: Ultimatum - Formatos: LP                             |
| Statik Majik                      | - Lanzamiento: 5 de abril de 1994 - Sello: Earache - Formatos: CD, CS, LP, DL     |
| In Memorium                       | - Lanzamiento: 1994 - Sello: Rise above - Formatos: CD                            |
| Cosmic Requiem                    | - Lanzamiento: 30 de agosto de 1994 - Sello: Earache, Columbia - Formatos: CD, CS |
| Hopkins (The Witchfinder General) | - Lanzamiento: 9 de abril de 1996 - Sello: Earache - Formatos: CD, CS, LP, DL     |
| Live in London                    | - Lanzamiento: 10 de diciembre de 2010 - Sello: Earache - Formatos: DL            |
| A New Ice Age                     | - Lanzamiento: 2 de diciembre de 2011 - Sello: Rise Above - Formatos: LP          |

### Álbumes en vivo
| Título      | Detalles del álbum                                                                       |
| ----------- | ---------------------------------------------------------------------------------------- |
| Anniversary | - Lanzamiento: 31 de octubre de 2011 - Sello: Rise Above, Metal Blade - Formatos: CD, DL |

### Demos
| Título                                     | Detalles del álbum                                                   |
| ------------------------------------------ | -------------------------------------------------------------------- |
| In Memorium                                | - Lanzamiento: octubre de 1990 - Sello: Self-released - Formatos: CS |
| Demo No. 2: Forest of Equilibrium sessions | - Lanzamiento: 1991 - Sello: Self-released - Formatos: CS            |

### Sencillos
| Título                                      | Año  |
| ------------------------------------------- | ---- |
| Grim Luxuria                                | 1993 |
| Ride                                        | 1993 |
| Twylight Songs                              | 1993 |
| Gargoylian                                  | 2001 |
| Vengeance of the Blind Dead (Flexi Version) | 2013 |

### Álbumes compilados
| Título             | Detalles del álbum                                                     |
| ------------------ | ---------------------------------------------------------------------- |
| In Memoriam        | - Lanzamiento: 1999 - Sello: Rise Above - Formatos: CD                 |
| The Serpent's Gold | - Lanzamiento: 21 de junio de 2004 - Sello: Earache - Formatos: CD, DL |

### Álbumes split
| Título                              | Detalles del álbum                                                     | Notas                                                    |
| ----------------------------------- | ---------------------------------------------------------------------- | -------------------------------------------------------- |
| Rock Hard Presents: Gods of Grind   | - Lanzamiento: diciembre de 1991 - Sello: Earache - Formatos: CD       | - split con Entombed, Carcass y Confessor                |
| Cutting Through Columbia Hard Music | - Lanzamiento: 1992 - Sello: Columbia - Formatos: CS                   | - split con Fight y Alice in Chains                      |
| Gods of Grind                       | - Lanzamiento: 1992 - Sello: Earache - Formatos: CD                    | - split con Entombed, Carcass y Confessor                |
| New Metal Messiahs!                 | - Lanzamiento: junio de 1995 - Sello: Kerrang! Magazine - Formatos: CD | - split con My Dying Bride, Paradise Lost y Pitchshifter |

### Álbumes en video
| Título              | Detalles del álbum                                                  |
| ------------------- | ------------------------------------------------------------------- |
| Our God Has Landed' | - Lanzamiento: 18 de enero de 2000 - Sello: Earache - Formatos: VHS |

### Videos musicales
| Año  | Título                              | Director                  | Álbum                      |
| ---- | ----------------------------------- | ------------------------- | -------------------------- |
| 1991 | "Ebony Tears"                       | —                         | Forest Of Equilibrium      |
| 1992 | "Autumn Twilight"                   | Jefferson Spady           | Soul Sacrifice             |
| 1993 | "Midnight Mountain"                 | James McBride             | The Ethereal Mirror        |
| 1993 | "Ride"                              | Angus Cameron             | The Ethereal Mirror        |
| 1994 | "Cosmic Funeral"                    | —                         | Statik Majik               |
| 1995 | "Hopkins (The Witchfinder General)" | —                         | Hopkins                    |
| 1996 | "Stained Glass Horizon"             | —                         | Supernatural Birth Machine |
| 1999 | "Black Sunday"                      | —                         | Caravan Beyond Redemption  |
| 2013 | "Tower Of Silence"                  | Paraffin City Productions | The Last Spire             |

## Videos

### DVD
- Our God Has Landed (2001)